# Rochambeau (Schiff, 1867)

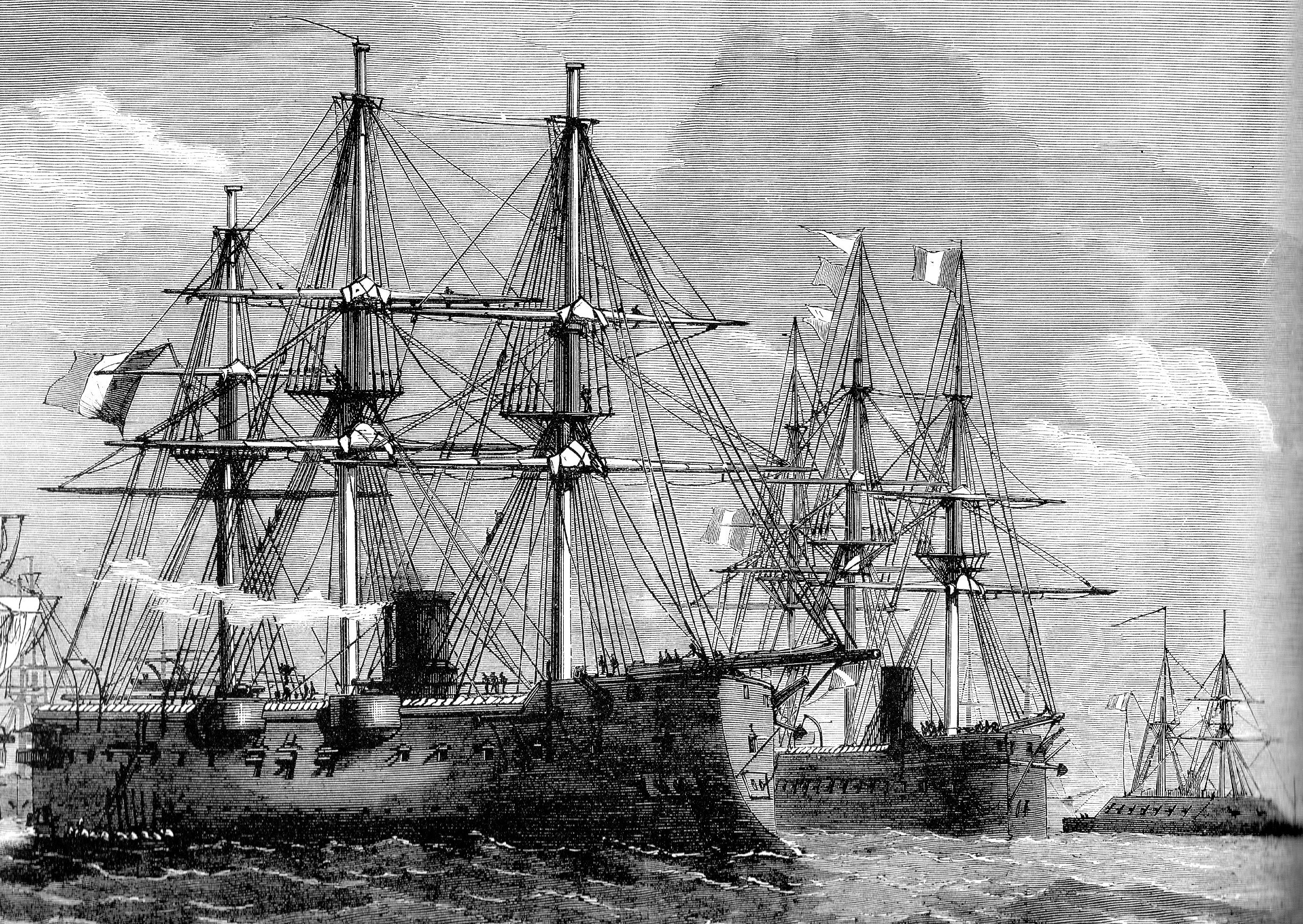
Das französische Ostseegeschwader mit (von links) den Panzerfregatten Océan und Surveillante sowie dem Widderschiff Rochambeau

Die Rochambeau (ex US-amerikanisch Dunderberg) war ein französisches Panzerschiff bzw. Widderschiff, das während des Sezessionskrieges in den USA für die US Navy gebaut, aber nicht in Dienst gestellt worden war. Während des Deutsch-Französischen Krieges wurde es im August/September 1870 in der Ostsee eingesetzt. Auf dem Rückweg unternahm es am 26. September 1870 einen folgenlosen Vorstoß in die Jademündung bzw. auf Wilhelmshaven. Benannt war es nach dem Grafen Rochambeau.

## Geschichte

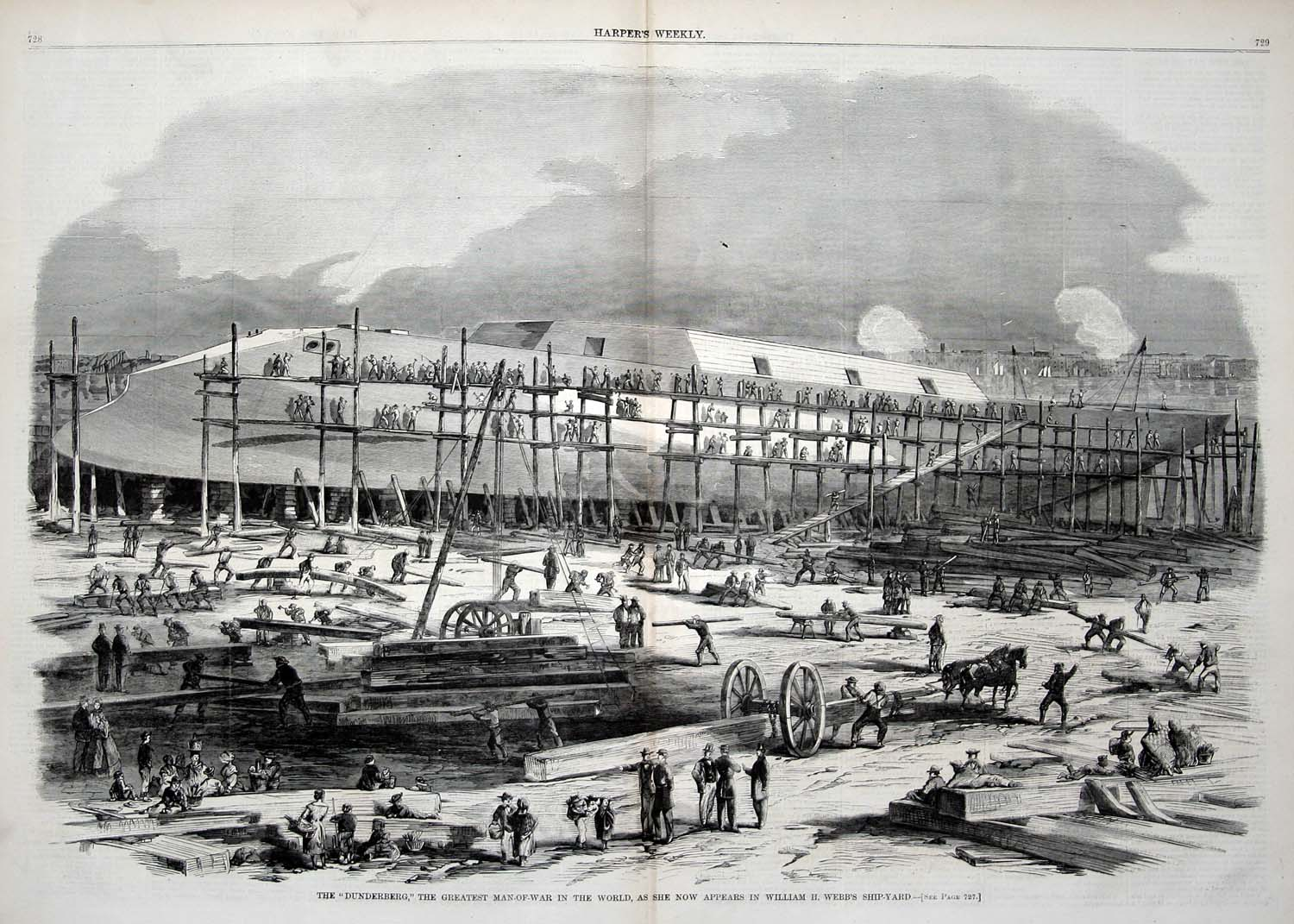
Bild vom Bau der USS Dunderberg

United States iron-clad screw ram "Dunderberg"-Designed and constructed by Wm. H. Webb - sketched and drawn on stone by Parsons ; lithographed and published by Endicott & Co., New York. LCCN93506101

Vorbild für die Dunderberg war die  CSS Virginia der Konföderierten Marine. Obwohl bereits 1862 auf Stapel gelegt, verzögerte sich der Bau aus verschiedenen Gründen wie den New Yorker Draft Riots von 1863, Streiks, Stahlmangel oder fehlenden Arbeitskräften. Nachdem sie nach dem Ende des Sezessionskrieges im Juli 1865 vom Stapel gelaufen war, wurde sie von der Marine nicht abgenommen.
Aus außenpolitischen Gründen wurde die Dunderberg trotz Angeboten aus Peru und Chile – Hintergrund war der Spanisch-Südamerikanische Krieg – nicht nach Südamerika verkauft. Offenbar wurde die Dunderberg im Frühjahr 1867 für 2,5 Mill. $ von Frankreich erworben und traf am 3. August 1867 in Cherbourg ein.
Nach umfangreichen Umbauten wurde das Schiff offenbar am 15. Mai 1868 als Rochambeau von der Französischen Marine in, aber bereits zum 1. August außer Dienst gestellt. Mitte Juli 1870 wurde sie unmittelbar vor Ausbruch des Deutsch-Französischen Krieges erneut in Dienst gestellt. In der französischen Marine war sie das einzige Schiff ihrer Bauart. Obwohl stark gepanzert und bewaffnet, besaß sie aufgrund ihres großen Kohlenverbrauchs nur einen relativ geringen Aktionsradius. Im August/September 1870 operierte sie mit dem sogenannten Ostseegeschwader zusammen mit anderen Panzerschiffen in der Ostsee. Am 14. September geriet sie vor Kap Arkona zusammen mit anderen Einheiten des Geschwaders in einen schweren Nordoststurm, der dazu führte, dass das Panzerschiff heftig rollte und sich bis zu 40 Grad überlegte. Nach Meinung eines französischen Autors wäre sie bei einem Ausfall der Maschine „mit Mann und Maus“ gesunken, da ihre schwache Besegelung nicht ausgereicht hätte, das Schiff zu stabilisieren.
Auf dem Rückweg nach Frankreich unternahm sie am 26. September 1870 einen erfolglosen Vorstoß in Richtung Jadebusen bzw. Wilhelmshaven. 1872 wurde sie außer Dienst gestellt und 1874 abgewrackt.